# 緒方竹虎
緒方竹虎（日语：／ Ogata Taketora，1888年1月30日—1956年1月28日），日本記者、政治人物。

## 生平
曾任朝日新聞副社長、自由黨總裁、自民黨總裁代行委員、國務大臣、情報局總裁、內閣書記官長、內閣官房長官、副總理等職。曾獲頒正三位勳一等旭日大綬章。三子緒方四十郎為前日本銀行理事。